# Barbara Morgan
Barbara "Barb" Radding Morgan (Fresno, 28 de novembro de 1951) é uma astronauta e professora norte-americana que foi ao espaço em agosto de 2007, como especialista de missão a bordo do ônibus espacial Endeavour, na missão STS-118 à Estação Espacial Internacional.
Barbara foi a astronauta-substituta da professora Christa McAuliffe no programa Teacher in Space - criado pelos governo dos EUA para colocar um professor no espaço de onde daria aula a seus alunos na Terra - durante os treinamentos para a missão da nave Challenger que explodiu no ar em janeiro de 1986, matando McAuliffe e todos os tripulantes da fatídica missão STS-51-L. A partir do acidente, Morgan treinou como astronauta da NASA qualificando-se como especialista de missão e seu voo ao espaço foi, depois dos voos de Sally Ride – a primeira mulher norte-americana no espaço – e da própria McAuliffe, o de maior cobertura pela mídia dos Estados Unidos e da Europa.
Morgan nasceu e cresceu na Califórnia onde se graduou  em Biologia Humana na Universidade de Stanford  em 1973, conseguindo sua licença de professora no ano seguinte da Universidade de Notre Dame. Em 1985 ela foi selecionada para o programa Teacher in Space (Professor no Espaço) como substituta da professora Christa McAuliffe, com quem treinou junto à tripulação da nave Challenger, programada para ir ao espaço carregando a primeira professora americana a dar uma aula a seus alunos desde a órbita.
Após a tragédia da qual escapou por ser apenas a substituta, Morgan continuou na NASA, onde trabalhou no programa de ensino da empresa, voltando à sua carreira de professora em Idaho no outono de 1986, apesar de continuar ligada  à divisão de educação da agência espacial.
Em janeiro de 1998 ela foi selecionada pela agência como especialista de missão e tornou-se uma astronauta profissional em período integral, passando os dois anos seguintes no programa de treinamento obrigatório da NASA, no Centro Espacial Johnson.
Subindo ao espaço em 8 de agosto de 2007 como parte da tripulação da Endeavour, na missão STS-118 para a ISS, Morgan trabalhou como operadora do braço remoto de carga da espaçonave e como coordenadora de transferência de carga entre a nave e a estação espacial, além de fazer palestras como radioamadora para jovens estudantes conectados de diversos lugares dos Estados Unidos, voltando à Terra com a tripulação em 21 de agosto, após treze dias em órbita.
Casada e com dois filhos, Barbara Morgan é flautista clássica e jazzística, apreciando a literatura, a natação e o esqui.